# Peperina (película de 1995)
Peperina es una película semidocumental grabada durante el recital que dio Serú Giran en el estadio de River Plate a fines del año 1992, esta película cuenta con la actuación de la actriz Andrea del Boca ocupando el papel protagónico. La película se inspiró en la canción de Charly García, homónima al título de la cinta, sobre una periodista cordobesa llamada María Rosa Perea. 

## Sinopsis
Peperina cuenta la historia de una fanática del grupo Serú Girán (liderado por Charly García) llamada María  Rosa Perea (Andrea del Boca) y apodada Peperina, por ser de proveniente de la provincia de Córdoba.
Aunque el film es semidocumental, la historia original de Peperina, es sobre una periodista musical, escritora de la revista El Expreso Imaginario, que criticaba al grupo, aunque en la película se llama María Rosa Perea, la versión ficticia muestra a Perea como una fan desesperada por asistir al recital de Serú Giran de 1992 en el estadio Monumental de la ciudad de Buenos Aires.

## Reparto
- Andrea Del Boca - María Rosa Perea (Peperina).
- Charly García - Él mismo
- David Lebón - Él mismo
- Pedro Aznar - Él mismo
- Oscar Moro - Él mismo